# Erik Bengtsson (militär)
Erik Gustaf Bengtsson, född 14 juli 1928 i Visnums församling, Värmlands län, är en svensk militär (generallöjtnant) och chef för armén 1984–1990.

## Biografi
Bengtsson är son till lantbrukaren Erik Bengtsson och Hildur Löfstedt. Han tog studentexamen 1951, blev officer vid Norrlands artilleriregemente (A 4) 1952 och gick Krigshögskolan 1958–1961. Bengtsson tjänstgjorde i arméstaben 1961, försvarsstaben 1964, Norrlands artilleriregemente 1967 och försvarsstaben 1968. Han tjänstgjorde därefter vid Bodens artilleriregemente (A 8) 1972, var sektionschef vid militärområdesstaben i Övre Norrlands militärområde 1973, blev överste och var utbildningschef vid Bodens artilleriregemente och Bodens försvarsområde (Fo 63) 1975. Bengtsson utnämndes till överste 1. graden och souschef vid militärområdesstaben i Övre Norrlands militärområde 1977, var generalmajor och stabschef vid militärområdesstaben i Östra militärområdet 1978. Han utnämndes till generallöjtnant och var militärbefälhavare för Övre Norrlands militärområde 1980-1984 samt var chef för armén 1984-1990. Bengtsson var ledamot av Kungliga Krigsvetenskapsakademien.
Han var ordförande för Wermländska Sällskapet i Stockholm 1987–2000, ordförande för Svenska Sportskytteförbundet och ordförande i AFCEA. Bengtsson är militär skribent i ett flertal tidningar och tidskrifter. Han gifte sig 1949 med Ulla Axelsson (född 1927), dotter till målarmästaren Axel Jansson och Gerda Ohlsson.

## Utmärkelser
- Riddare av Svärdsorden, 6 juni 1970.[3]